# Ella Logan
Ella Logan (Glasgow, Escocia; 6 de marzo de 1910 –  Burlingame, California; 1 de mayo de 1969) fue una actriz y cantante escocesa, quién apareció en Broadway e hizo una carrera en clubes nocturnos en los Estados Unidos y en otros países.

## Primeros años
Nació en Glasgow en 1910, con el nombre de Georgina Allan. Ella comenzó a actuar con el nombre de Ella Allan como un niño.

## Carrera
Ella se convirtió en una cantante de banda en salones de música. A la edad de 17 años, en 1930, hizo su debut en el West End Theatre de Londres en Darling! I Love You. Ella visitó Europa durante los primeros años de la década de 1930. Logan finalmente arribó a los Estados Unidos y comenzó a cantar en varios clubes.
Ella también apareció en varias películas de Hollywood, incluyendo Flying Hostess (1936), 52nd Street (1937) y The Goldwyn Follies (1938). Se presentó en varios shows de Broadway a finales de la década de 1930 e inicios de 1940, pero viajó a Europa y luego a África durante la Segunda Guerra Mundial para entretener a las tropas. También apareció en The Ed Wynn Show y The Colgate Comedy Hour.
Logan regresó a Broadway en 1947 protagonizando como Sharon McLonergan en la producción original de Finian's Rainbow, cantando la canción más famosa del show "How are things in glocca morra", entre otras. La producción tuvo 725 presentaciones. Ella no regresó a Broadway después de eso. En 1954 fue elegida en una adaptación animada de la película de Finian's Rainbow y se grabó nuevamente con Frank Sinatra. Pero el film fue cancelado y los registros no fueron liberados hasta el 2002, en el conjunto de Sinatra en Hollywood 1940-1964. El álbum original fue liberado en 1948 y fue el primer álbum original del Capitol Records. Ella grabó las canciones del show por segunda ocasión en 1954 para el LP Ella Logan canta favoritas de Finian's Rainbow, acompañada por el pianista George Greeley. Fue relanzado por Capitol Records en 1955. Fue el segundo de sus dos álbumes como solista.
En la década de 1950, se convirtió en una artista internacional de clubs nocturnos, apareciendo en lugares tales como Copacabana y el Waldorg-Astoria en Nueva York, así como en Londres y en París. Ella apareció en televisión en mayo de 1956, junto a Louis Armstrong y su All Star. En 1965, fue parte del elenco del fracaso de Broadway, Kelly, hasta que su rol fue anulado durante las grabaciones fuera de la ciudad. Continuó trabajando ocasionalmente en clubs, en televisión y en producciones teatrales hacia los 60.

## Familia
Sus sobrinos son la actriz Annie Ross y el actor escocés Jimmy Logan.

## Muerte
Ella Logan murió de cáncer en Burlingame, California, a la edad de 59 años.